# Hinrich Hackfeld
Hinrich Hackfeld (* 24. August 1816 in Almsloh (Ganderkesee); † 20. Oktober 1887 in Bremen, auch Heinrich Hackfeld) war ein deutscher Kapitän und Kaufmann.

## Biografie
Hackfeld war der Sohn eines Bauern und der Onkel von Konsul Johann Hackfeld. Nur unregelmäßig konnte er die Dorfschule besuchen. Er fuhr seit 1831 zu See, besuchte später die Steuermannschule in Bremen und wurde schließlich Steuermann und Kapitän. 1839 fuhr er als erster Steuermann der Bremer Brigg Expreß nach Nord- und Südamerika und wurde Kapitän und Teilhaber des Schiffes. Die Brigg strandete später nördlich der Philippinen. 1848 kaufte er die Brigantine Wilhelmine, mit der er seit 1849 Hawaii anfuhr.
1848 heiratete er Marie Gesine Hackfeld (1829–1917), die Tochter des Reeders Carl Friedrich Pflüger. Hackfeld, seine Frau, der Schwager Johann Carl Diederich Pflüger und sein Neffe B. F. Ehlers siedelten Ende 1848 nach Hawaii um. 1849 gründete er eine Firma für Holzexporte und ein Ladengeschäft in der Queensstreet von Honolulu. Er verkaufte Lebensmittel, dann auch europäische Waren und Schiffsausrüstungen und seit 1852 Bekleidungen. Der Goldrausch in Kalifornien gab dem Geschäft unverhofften Aufschwung. 1852 gründete Hackfeld ein Textilgeschäft, das zur Keimzelle der exklusivsten Warenhauskette von Hawaii, dem Liberty-House werden sollte.
1853 wurde sein Schwager Pflüger (1833–1883) sein Teilhaber und die Firma hieß nun Hackfeld & Co, General Commission Agents and Ship Chandlers. In Hawaii betrieb er unter anderem eine Reederei, die 1871 um die 18/19 Schiffe unter hawaiischer Flagge besaß, er hatte Zuckerrohrplantagen und er exportierte Zucker und Südfrüchte. Seine Kontorflagge zeigte ganz bremisch ein rotes Hanseatenkreuz auf weißem Grund. Auch das Geschäft mit den Walfängern im Nordpazifik sollte zu einem rasanten Aufstieg des Unternehmens führen. Das Vertrauen bei den Europäern und bei den Polynesiern förderte seine geschäftliche Entwicklung. Das Königreich Hawaiʻi war zu dieser Zeit noch unabhängig. Die Könige und die alten Häuptlinge suchten und schätzten seinen Rat. Bei wichtigen Fragen holte der König Rat bei Hackfeld und Pflüger, die er Hakapila und Cale nannte. So verhinderten sie die Unterzeichnung eines Schutzvertrages mit den USA, lieferten sie die Uniformen der Soldaten und vermittelten deutsche Offiziere als Ausbilder. Auf Hawaii kursierten sogar Banknoten mit dem Konterfei von Hackfeld.

1861 erhielt Pflüger den halben Geschäftsanteil. Es wurden nun Handelsstationen in Sitta (Alaska) und Petropawlowsk-Kamtschatski an der Beringstraße gegründet. Sein Neffe Johann Hackfeld war bei ihm als kaufmännischer Angestellter und seit 1881 als Teilhaber in Hawaii tätig.
1871 kehrte Hackfeld nach Bremen zurück und gründete eine Firma in der Langenstraße Nr. 131. Das Büro wurde danach in das Haus seines Schwagers Pflüger zur Schlachte Nr. 31B verlagert. Der Plantagenbesitzer Paul Isenberg (1837–1903) knüpfte auf Hawaii Ende der 1860er Jahre Verbindungen zu Hackfeld und wurde 1881 Teilhaber der Zuckerfabrik Hackfeld. Als Hackfeld 1886 die Geschäftsleitung an Isenberg abgab, war die Firma H. Hackfeld und Co. eine der größten auf Hawaii.
Die Firma Hackfeld wurde 1903 nach dem Tod von Isenberg in der Leitung von Johann Hackfeld übernommen.
Die Witwen von Hinrich Hackfeld und Paul Isenberg – Marie Gesine Hackfeld und Wobetha Magaretha Isenberg – stifteten einen Großteil ihres Vermögens in der Hansestadt Bremen. Für Ganderkesee stiftete Marie Hackfeld und ihr Neffe Johann Hackfeld 1888 den „Hackfeld’schen Marien-Schulfonds“, der begabten Kindern aus der Region zur Weiterbildung zur Verfügung steht.
Sein Grab befindet sich auf dem evangelischen Friedhof in Delmenhorst, Wildeshauser Straße.